# 東アフリカ共同体
東アフリカ共同体（ひがしアフリカきょうどうたい、英語: East African Community (EAC)、スワヒリ語: Jumuiya ya Afrika Mashariki、フランス語: Communauté d'Afrique de l'Est）は、ケニア、タンザニア、ウガンダ、ルワンダ、ブルンジ、南スーダン、コンゴ民主共和国、ソマリアの東アフリカ諸国により結成された共同体。将来的な地域統合を目指している。共同体機構の本拠地は、タンザニアのアルーシャ市。

## 歴史

旧東アフリカ共同体時代の旗

1967年にタンザニアのジュリウス・ニエレレ、ケニアのジョモ・ケニヤッタ、ウガンダのミルトン・オボテは東アフリカ協力条約を締結し、タンザニアのアルーシャに東アフリカ共同体の本部と事務局が設置された。
1977年にケニアがタンザニアやウガンダを上回る議決権を求めたことで崩壊。1978年にはウガンダとタンザニアが戦争状態となり、3カ国の決裂は決定的となった（ウガンダ・タンザニア戦争）。1980年にタンザニアは自らの主導するフロントライン諸国（FLS）とともに南部アフリカ開発調整会議（SADCC）を設立し、東アフリカに重きを置かなくなった。
2000年に地域の情勢が安定したことによってケニア、タンザニア、ウガンダの3か国により再結成され、再びタンザニアのアルーシャに本部を置いた。2005年には関税同盟が発足。2007年にはルワンダ、ブルンジが参画し、計5か国に拡大した。その後、スーダンと南スーダンの2か国も加盟申請し、このうちスーダンは2011年11月30日に申請が否決された。一方の南スーダンの申請についてはウガンダ、ケニア、ルワンダが支持を表明。2016年3月2日に南スーダンの加盟が承認された。
2022年3月29日にコンゴ民主共和国の加盟が承認された。2023年11月24日、ソマリアの加盟が承認された。
2008年10月22日、東南部アフリカ市場共同体、南部アフリカ開発共同体とともにアフリカ自由貿易地域を創設した（アフリカ大陸自由貿易協定とは別物）。
2023年1月、東アフリカ共同体は今後4年以内に単一の通貨を発行することを決定した。加盟国の閣僚評議会には、東アフリカ通貨研究所の設置場所と、単一通貨の発行のためのロードマップの確立が求められている。

## 加盟国
| 国名             | 加盟年 | 面積 (km2) | 人口 (万人) | 名目GDP (万ドル) | 一人当たり (ドル) | GDP (PPP) (万ドル) | 一人当たり (ドル) |
| ---------------- | ------ | ---------- | ----------- | ---------------- | ----------------- | ------------------ | ----------------- |
| ブルンジ         | 2007年 | 27,830     | 1,297.6     | 319,000          | 245.8             | 1,155,100          | 727.2             |
| コンゴ民主共和国 | 2022年 | 2,344,858  | 9,994.8     | 6,751,200        | 675.5             | 15,088,300         | 1,233.2           |
| ケニア           | 2000年 | 580,367    | 5,153.9     | 11,274,900       | 2,187.6           | 33,896,400         | 5,372.5           |
| ルワンダ         | 2007年 | 26,338     | 1,349.9     | 1,392,700        | 1,031.7           | 4,234,600          | 2,562.6           |
| ソマリア         | 2023年 | 637,657    | 1,605.1     | 1,151,500        | 717.4             | 3,207,800          | 1,632.5           |
| 南スーダン       | 2016年 | 644,329    | 1,501.3     | 626,700          | 417.4             | 714,300            | 388.7             |
| タンザニア       | 2000年 | 947,300    | 6,334.3     | 8,403,300        | 1,326.6           | 22,772,500         | 2,936.8           |
| ウガンダ         | 2000年 | 241,038    | 4,504.6     | 5,239,000        | 1,163.0           | 14,515,700         | 2,632.3           |
| 合計             |        | 5,449,717  | 31,741.5    | 35,158,300       | 3,678.2           | 95,584,700         | 3,011.3           |